# فيتو (إميليا رومانيا)
فيتو (بالإيطالية: Vetto)‏ هي بلدية في مقاطعة ريدجو إميليا في إقليم إميليا رومانيا الإيطالي.

## السكان
في سنة 1861 بلغ عدد السكان 2٬420 نسمة، وتطور العدد ليصل في سنة 2011 لـ 1٬956 نسمة.
يظهر هذا المخطط البياني تطور النمو السكاني لـ فيتو (إميليا رومانيا)